# フロム・ザ・クレイドル
『フロム・ザ・クレイドル』(英語: From the Cradle)は、1994年に発表されたエリック・クラプトンのアルバム。全曲ブルースのカバー。グラミー賞のベスト・トラディショナル・ブルース・アルバム部門を受賞。

## 解説
ほぼ全曲とも一発録りで制作された。何らかのオーバー・ダビングが行われているのは「ハウ・ロング・ブルース」と「マザーレス・チャイルド」の2曲のみ。
アンプラグドでの成功に背中を押されるかたちで、自分自身の中でのひとつの通過点として製作され、「原点回帰」を念頭に置かれて製作されたアルバムである。
アルバムのリリースに合わせて1994～95年にかけて行われたツアーでは、全曲にわたりブルースのカバーソングを披露した。

## 収録曲
1. ブルース・ビフォア・サンライズ - Blues Before Sunrise
オリジナルはリロイ・カーで、1934年リリース。
2. サード・ディグリー - Third Degree
オリジナルはエディ・ボイドで、1953年リリース 。
3. リコンシダー・ベイビー - Reconsider Baby
オリジナルはローウェル・フルソンで、1954年リリース。
4. フーチー・クーチー・マン - Hoochie Coochie Man
オリジナルはマディ・ウォーターズ で、1954年リリース。
5. ファイヴ・ロング・イヤーズ - Five Long Years
オリジナルはエディ・ボイドで、1952年リリース。
6. アイム・トア・ダウン - I'm Tore Down
オリジナルはフレディ・キングで、1961年リリース。
7. ハウ・ロング・ブルース - How Long, How Long Blues
オリジナルはリロイ・カーで、1928年リリース。
8. ゴーイン・アウェイ・ベイビー - Goin' Away Baby
オリジナルはジミー・ロジャーズで、1950年リリース。
9. ブルース・リーヴ・ミー・アローン - Blues Leave Me Alone
オリジナルはジミー・ロジャースで、1954年リリース。
10. シナーズ・プレア - Sinner's Prayer
オリジナルはローウェル・フルソンで、1950年リリース。
11. マザーレス・チャイルド - Motherless Child
オリジナルはバーベキュー・ボブで、1927年リリース。
12. イット・ハーツ・ミー・トゥー - It Hurts Me Too
オリジナルはエルモア・ジェイムスで、1957年リリース。
13. サムデイ・アフター・ア・ホワイル - Someday After a While
オリジナルはフレディ・キングで、1962年リリース。
14. スタンディン・ラウンド・クライング - Standin' Round Crying
オリジナルはマディ・ウォーターズで、1952年リリース。
15. ドリフティン - Driftin'
オリジナルはジョニー・ムーアズ・スリー・ブレイザーズ（歌とピアノ：チャールズ・ブラウン）で、1945年リリース。
16. グローニング・ザ・ブルース - Groaning The Blues
オリジナルはオーティス・ラッシュで、1956年リリース。

## レコーディング・メンバー
- Eric Clapton - Guitar and vocals
- Dave Bronze - Bass guirar
- Jim Keltner - Drums
- Andy Fairweather-Low - Guitar
- Jerry Portnoy - Harmonica
- Chris Stainton - Keyboards
- Roddy Lorimer - Trumpet
- Simon Clarke - Baritone Sax
- Tim Sanders - Tenor Sax
- Richie Hayward - percussion on How Long Blues